# Leichtathletik-Europameisterschaften 1958/Hochsprung der Männer

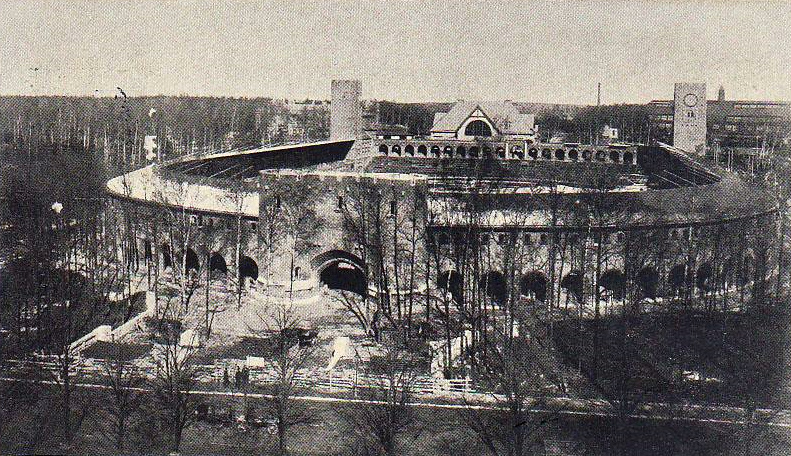
Ansichtskarte des Stockholmer Olympiastadions aus dem Jahr 1912

Der Hochsprung der Männer bei den Leichtathletik-Europameisterschaften 1958 wurde am 23. und 24. August 1958 im Stockholmer Olympiastadion ausgetragen.
Mit Gold und Bronze gab es in diesem Wettbewerb zwei Medaillen für Schweden. Europameister wurde Richard Dahl. Er gewann vor dem Tschechoslowaken Jiří Lanský. Bronze ging an Stig Pettersson.

## Rekorde

### Bestehende Rekorde
| Weltrekord   | 2,16 m | Juri Stepanow | Leningrad, UdSSR (heute Sankt Petersburg, Russland) | 13. Juli 1957   |
| Europarekord | 2,16 m | Juri Stepanow | Leningrad, UdSSR (heute Sankt Petersburg, Russland) | 13. Juli 1957   |
| EM-Rekord    | 2,02 m | Bengt Nilsson | EM Bern, Schweiz                                    | 26. August 1954 |

### Rekordegalisierungen / -verbesserungen
Der bestehende Meisterschaftsrekord wurde im Finale am 24. August zunächst von sechs Springern egalisiert und anschließend sechzehn Mal verbessert. Darüber hinaus wurden in diesem Finale drei Landesrekorde aufgestellt.
- Meisterschaftsrekorde:

| 2,02 m (egalisiert)                            |                                                  |                                                |
| Theo Püll (Deutschland), erster Versuch        |                                                  | Jiří Lanský (Tschechoslowakei), erster Versuch |
| Richard Dahl (Schweden), erster Versuch        | Igor Kaschkarow (Sowjetunion), erster Versuch    |                                                |
| Juri Stepanow (Sowjetunion), erster Versuch    | Petr Elbogen (Tschechoslowakei), zweiter Versuch |                                                |
| 2,04 m                                         |                                                  |                                                |
| Theo Püll (Deutschland), erster Versuch        |                                                  | Stig Pettersson (Schweden), erster Versuch     |
| Richard Dahl (Schweden), erster Versuch        | Juri Stepanow (Sowjetunion), zweiter Versuch     |                                                |
| 2,06 m                                         |                                                  |                                                |
| Jiří Lanský (Tschechoslowakei), erster Versuch |                                                  | Juri Stepanow (Sowjetunion), zweiter Versuch   |
| Igor Kaschkarow (Sowjetunion), erster Versuch  | Richard Dahl (Schweden), dritter Versuch         |                                                |
| Theo Püll (Deutschland), zweiter Versuch       | Stig Pettersson (Schweden), dritter Versuch      |                                                |
| 2,08 m                                         |                                                  |                                                |
| Richard Dahl (Schweden), erster Versuch        |                                                  | Stig Pettersson (Schweden), erster Versuch     |
| 2,10 m                                         |                                                  |                                                |
| Jiří Lanský (Tschechoslowakei), erster Versuch |                                                  | Stig Pettersson (Schweden), dritter Versuch    |
| Richard Dahl (Schweden), zweiter Versuch       |                                                  |                                                |
| 2,12 m                                         |                                                  |                                                |
| Richard Dahl (Schweden), zweiter Versuch       |                                                  |                                                |

- Landesrekorde:
  - 2,12 m – Richard Dahl (Schweden), zweiter Versuch
  - 2,10 m – Jiří Lanský (Tschechoslowakei), erster Versuch
  - 2,06 m – Theo Püll (Deutschland), zweiter Versuch

## Qualifikation
23. August 1958, 9.00 Uhr
Die achtzehn Teilnehmer traten zu einer gemeinsamen Qualifikationsrunde an. Die Qualifikationshöhe für den direkten Finaleinzug betrug 1,93 m. Sechzehn Athleten übersprangen diese Marke (hellblau unterlegt) und traten am kommenden Tag zum Finale an. Nur zwei Springer schieden aus und es ist wenig nachvollziehbar, weshalb bei dieser Konstellation, bei der sich allzu viele Athleten für das Finale qualifizierten und die es in fast allen Sprung- und Wurfdisziplinen gab, überhaupt Qualifikationen angesetzt wurden.
| Platz | Name                  | Nation           | Höhe (m) |
| ----- | --------------------- | ---------------- | -------- |
| 1     | Vlado Marjanović      | Jugoslawien      | 1,93     |
| 1     | Richard Dahl          | Schweden         | 1,93     |
| 1     | Osmo Ahonen           | Finnland         | 1,93     |
| 1     | Juri Stepanow         | Sowjetunion      | 1,93     |
| 1     | Stig Pettersson       | Schweden         | 1,93     |
| 1     | Çetin Şahiner         | Türkei           | 1,93     |
| 1     | Zbigniew Lewandowski  | Polen            | 1,93     |
| 1     | Jiří Lanský           | Tschechoslowakei | 1,93     |
| 1     | Eero Salminen         | Finnland         | 1,93     |
| 1     | Igor Kaschkarow       | Sowjetunion      | 1,93     |
| 1     | Theo Püll             | Deutschland      | 1,93     |
| 1     | Petr Elbogen          | Tschechoslowakei | 1,93     |
| 1     | Eric Amiet            | Schweiz          | 1,93     |
| 1     | Crawford Fairbrother  | Großbritannien   | 1,93     |
| 1     | Kazimierz Fabrykowski | Polen            | 1,93     |
| 1     | Werner Pfeil          | Deutschland      | 1,93     |
| 17    | Michel Herrmann       | Frankreich       | 1,90     |
| 18    | Gordon Miller         | Großbritannien   | 1,85     |

## Legende
Kurze Übersicht zur Bedeutung der Symbolik – so üblicherweise auch in sonstigen Veröffentlichungen verwendet:
| – | verzichtet   |
| o | übersprungen |
| x | ungültig     |

## Finale

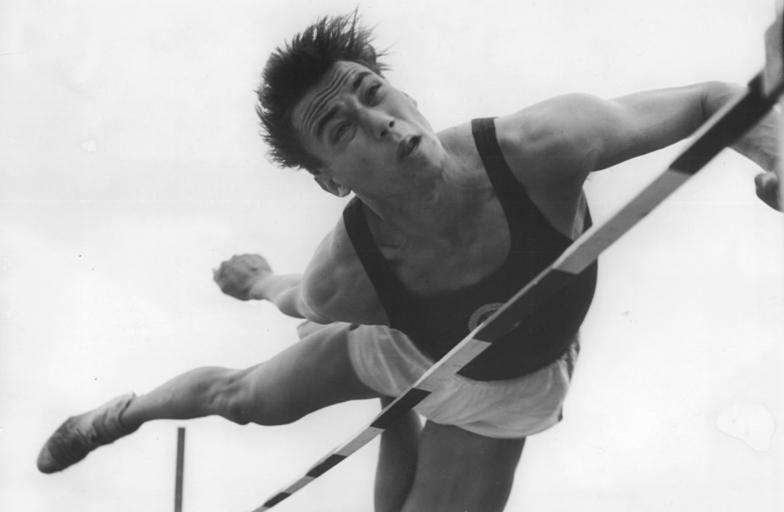
Werner Pfeil erreichte Platz neun

24. August 1958, 14.10 Uhr
| Platz | Name                  | Nation           | 1,85 m                       | 1,90 m                       | 1,93 m                       | 1,96 m                       | 1,99 m | 2,02 m | 2,04 m | 2,06 m    | 2,08 m | 2,10 m    | 2,12 m   | 2,14 m | Höhe (m)   |
| ----- | --------------------- | ---------------- | ---------------------------- | ---------------------------- | ---------------------------- | ---------------------------- | ------ | ------ | ------ | --------- | ------ | --------- | -------- | ------ | ---------- |
| 1     | Richard Dahl          | Schweden         | –                            | o                            | –                            | xo                           | –      | 0o CRe | 0o CR  | xxo CR00  | o CR   | 0xo CR00  | xo CR/NR | xxx    | 2,12 CR/NR |
| 2     | Jiří Lanský           | Tschechoslowakei | –                            | o                            | –                            | o                            | o      | 0o CRe | –      | 00o CR00  | –      | 00o CR/NR | xx–      | x      | 2,10 NR    |
| 3     | Stig Pettersson       | Schweden         | o                            | –                            | o                            | –                            | o      | –      | 0o CR  | xxo CR00  | o CR   | xxo CR00  | xxx      |        | 2,10       |
| 4     | Igor Kaschkarow       | Sowjetunion      | –                            | o                            | –                            | o                            | –      | 0o CRe | –      | 00o CR00  | xxx    |           |          |        | 2,06       |
| 5     | Theo Püll             | Deutschland      | o                            | o                            | o                            | o                            | o      | 0o CRe | 0o CR  | 0xo CR/DR | xxx    |           |          |        | 2,06 DR    |
| 6     | Juri Stepanow         | Sowjetunion      | o                            | o                            | –                            | o                            | –      | 0o CRe | xo CR  | 0xo CR00  | xxx    |           |          |        | 2,06       |
| 7     | Petr Elbogen          | Tschechoslowakei | –                            | o                            | –                            | o                            | o      | xo CRe | xxx    |           |        |           |          |        | 2,02       |
| 8     | Eero Salminen         | Finnland         | Versuchsserien nicht bekannt | Versuchsserien nicht bekannt | Versuchsserien nicht bekannt | Versuchsserien nicht bekannt | ?o     | xxx    |        |           |        |           |          |        | 1,99       |
| 9     | Werner Pfeil          | Deutschland      | Versuchsserien nicht bekannt | Versuchsserien nicht bekannt | Versuchsserien nicht bekannt | Versuchsserien nicht bekannt | ?o     | xxx    |        |           |        |           |          |        | 1,99       |
| 10    | Crawford Fairbrother  | Großbritannien   | Versuchsserien nicht bekannt | Versuchsserien nicht bekannt | Versuchsserien nicht bekannt | Versuchsserien nicht bekannt | ?o     | xxx    |        |           |        |           |          |        | 1,99       |
| 11    | Çetin Şahiner         | Türkei           | Versuchsserien nicht bekannt | Versuchsserien nicht bekannt | Versuchsserien nicht bekannt | Versuchsserien nicht bekannt | ?o     | xxx    |        |           |        |           |          |        | 1,99       |
| 12    | Kazimierz Fabrykowski | Polen            | Versuchsserien nicht bekannt | Versuchsserien nicht bekannt | Versuchsserien nicht bekannt | Versuchsserien nicht bekannt | ?o     | xxx    |        |           |        |           |          |        | 1,99       |
| 13    | Zbigniew Lewandowski  | Polen            | Versuchsserien nicht bekannt | Versuchsserien nicht bekannt | Versuchsserien nicht bekannt | ?o                           |        | xxx    |        |           |        |           |          |        | 1,96       |
| 14    | Osmo Ahonen           | Finnland         | Versuchsserien nicht bekannt | Versuchsserien nicht bekannt | Versuchsserien nicht bekannt | ?o                           | xxx    |        |        |           |        |           |          |        | 1,96       |
| 15    | Eric Amiet            | Schweiz          | ?                            | ?                            | ?o                           | xxx                          |        |        |        |           |        |           |          |        | 1,93       |
| 16    | Vlado Marjanović      | Jugoslawien      | ?                            | ?o                           | xxx                          |                              |        |        |        |           |        |           |          |        | 1,90       |

Das Leistungsniveau wurde gegenüber früheren Europameisterschaften deutlich gesteigert. Der siebtplatzierte Athlet sprang so hoch wie der Sieger von 1950, der vor vier Jahren einen neuen Meisterschaftsrekord aufgestellt hatte. Sechs Wettbewerber übertrafen diese Leistung, der neue Europameister war um zehn Zentimeter besser als sein Vorgänger.
Als die Latte auf die Siegeshöhe der letzten Europameisterschaften von 2,02 m gelegt wurde, waren noch zwölf Teilnehmer im Wettbewerb. Fünf von ihnen schieden nun aus, fünf Athleten – der Deutsche Theo Püll, der Schwede Richard Dahl, die beiden sowjetischen Springer Juri Stepanow (Inhaber des Weltrekords) und Igor Kaschkarow sowie der Tschechoslowake Jiří Lanský – nahmen die Höhe im jeweils ersten Anlauf. Petr Elbogen, ein weiterer Tschechoslowake, zog im zweiten Versuch nach, während der Schwede Stig Pettersson die Höhe ausließ.
Die Steigerungsrate lag bei jeweils zwei Zentimeter, also waren nun 2,04 m zu meistern. Püll, Dahl und Pettersson gelang dies mit dem jeweils ersten Sprung, Stepanow mit seinem zweiten. Lanský und Kaschkarow ließen aus, Elbogen scheiterte dreimal.
Bei 2,06 m waren immer noch sechs Athleten im Wettbewerb. Alle sechs gingen die neue Höhe an. Lanský und Kaschkarow, die vorher ausgelassen hatten, waren im jeweils ersten Anlauf erfolgreich, Püll und Stepanow im jeweils zweiten. Und auch die beiden Schweden Dahl und Pettersson übersprangen 2,06 m – allerdings erst mit ihren jeweils dritten Versuchen.
Nun ging der Hochsprung in die entscheidende Phase. Dahl und Pettersson, die sich zuvor jeweils zwei Fehlversuche eingehandelt hatten, nahmen 2,08 m sofort. Lanský ließ ein weiteres Mal aus, während Igor Kaschkarow (Platz vier), Theo Püll (Rang fünf mit neuem deutschen Rekord) und Juri Stepanow (Sechster) hier scheiterten.
Jetzt musste sich entscheiden, wie die Medaillen unter den drei verbliebenen Teilnehmern verteilt würden. Lanský übersprang 2,10 m als einziger Wettbewerber im ersten Versuch. Dahl zog mit seinem zweiten Sprung nach, Pettersson benötigte drei Sprünge.
Die neue Herausforderung für den führenden Lanský (bislang ohne jeden Fehlsprung), den zweitplatzierten Dahl und den drittplatzierten Pettersson lautete 2,12 m. Diese Höhe lag nur noch vier Zentimeter unter Stepanows Weltrekord. Nun handelte sich auch Lanský seine ersten beiden Fehlversuche ein. Seinen letzten verbleibenden Sprung hob er sich für die nun folgenden 2,14 m auf. Stig Pettersson dagegen schied nach drei Fehlsprüngen aus und gewann damit die Bronzemedaille. Dahl hatte 2,12 m derweil im zweiten Anlauf gemeistert und lag damit in Führung, als 2,14 m aufgelegt wurden.
Für Jiří Lanský, der mit 2,10 m bereits einen neuen tschechoslowakischen Landesrekord aufgestellt hatte, waren 2,14 m an diesem Tag zu hoch. Er riss die Latte mit seinem letzten verbliebenen Sprung und errang damit die Silbermedaille. Richard Dahl lief zwar ebenfalls dreimal vergeblich an, aber er hatte als Sieger nach Lanskýs Fehlversuch bereits festgestanden. Auch der Schwede stellte als neuer Europameister mit seiner Siegeshöhe von 2,12 m einen neuen Landesrekord auf.